# SN 2007fn
SN 2007fn – supernowa typu Ib/c odkryta 8 lipca 2007 roku w galaktyce M+05-06-51. W momencie odkrycia miała maksymalną jasność 18,00m.